# Pant (rätt)
Pant  i juridisk bemärkelse är egendom som ställs som säkerhet för en fordran. Man skiljer mellan handpant (som avser lös egendom) och hypotekarisk pant (som avser fall där panten blir kvar i pantsättarens besittning, till exempel fastigheter). Pantsättning, det vill säga att ge pant, ansågs förr behöva ske med två vittnen, vilket den svenska handelsbalken [HB] ännu stadgar i 10 kap 1 § HB. Detta anses däremot numera föråldrat och kravet upprätthålls inte längre.
Vid pant i lös egendom måste pantsättaren – den som ger pant – lämna ifrån sig egendomen. Pantsätter man alltså till exempel en post aktier måste man ge aktierna till panthavaren - den som tar emot panten. Den senare är sedan skyldig att under den tid som pantsättningen varar förvalta och ta hand om panten. I exemplet med aktierna innebär detta att panthavaren är skyldig att i pantsättarens intresse förvalta aktierna, att ta emot utdelning och att bevaka eventuella emissioner med mera. Om pantsättaren vid något tillfälle under pantsättningstiden får tillbaka panten går som huvudregel – det finns undantag – panträtten förlorad.
Om pantsättaren inte betalar fordringen som panten skall säkra har panthavaren rätt att sälja panten. Försäljningen skall som huvudregel ske vid offentlig auktion. Pantsättaren och panthavaren kan dock genom avtal komma överens om annat. Försäljningen kan ske helt privat, det vill säga som huvudregel behöver man inte kronofogdemyndighetens hjälp.
Vid pant i fast egendom är reglerna mycket mera komplicerade och det krävs en registrering av panten i fastighetsregistret för att panten skall vara gällande. Vid försäljning krävs vidare att kronofogdemyndigheten sköter auktionen genom ett utmätningsförfarande (se utmätning). När en bostadsrätt pantsätts, registreras detta hos bostadsrättsföreningen som bostadsrätten ingår i.